# Apis mellifera cecropia
Apis mellifera cecropia è una sottospecie di Apis mellifera originaria della Grecia meridionale e appartenente al gruppo filogenetico C, insieme a  A. m. carnica, A. m. ligustica e  A. m. macedonica.
È molto simile ad Apis mellifera ligustica, l'ape italiana. Ha un carattere docile e presenta scarsa tendenza alla sciamatura. È ben adattata a un clima mediterraneo, mentre non si trova bene in climi più freschi come nel nord Europa, motivo per cui non è molto diffusa in apicoltura; è allevata per lo più, solo in Grecia.
Le sue colonie tendono a crescere molto velocemente in primavera, con la regina che in questo periodo è molto prolifica. Inoltre tende a produrre una grande quantità di miele, ma solo in climi mediterranei